# ISO 3166-2:BL
ISO 3166-2:BL és el subconjunt per a Saint-Barthélemy de l'estàndard ISO 3166-2, publicat per l'Organització Internacional per Estandardització (ISO) que defineix els codis de les principals subdivisions administratives.
Actualment Saint-Barthélemy no té cap divisió territorial que conformi el seu codi ISO 3166-2.
Saint-Barthélemy és una dependència d'ultramar francesa i d'ençà la seva secessió el 2007 de Guadalupe té oficialment assignat de l'estàndard ISO 3166-1 alfa-2 el codi BL. A més també té assignat de l'estàndard ISO 3166-2 el codi FR–BL sota l'entrada per a França.